# Névez
 Névez  (en bretón Nevez) es una población y comuna francesa, situada en la región de Bretaña, departamento de Finisterre, en el distrito de Quimper y cantón de Pont-Aven.

## Demografía
| 3127 | 3111 | 2895 | 2700 | 2574 | 2466 |
| Para los censos de 1962 a 1999 la población legal corresponde a la población sin duplicidades (Fuente: INSEE [Consultar]) |      |      |      |      |      |